# Typhlobarbus nudiventris
Typhlobarbus nudiventris es una especie de peces de la familia
Cyprinidae en el orden de los Cypriniformes.

## Morfología
- Los machos pueden llegar alcanzar los 45,5 cm de longitud total.[2][3]

## Hábitat
Es un pez de agua dulce y de clima subtropical.

## Distribución geográfica
Se encuentra en la China.